# ATP Challenger Brunei
Der ATP Challenger Brunei (offiziell: Brunei Challenger) war ein Tennisturnier, das 1992 einmal in Brunei stattfand. Es gehörte zur ATP Challenger Tour und wurde im Freien auf Hartplatz gespielt.

## Liste der Sieger

### Einzel
| Jahr | Sieger       | Finalgegner   | Ergebnis      |
| ---- | ------------ | ------------- | ------------- |
| 1992 | Louis Gloria | Daniel Nestor | 6:3, 2:6, 6:2 |

### Doppel
| Jahr | Sieger                    | Finalgegner               | Ergebnis |
| ---- | ------------------------- | ------------------------- | -------- |
| 1992 | Owen Casey Donald Johnson | Filip Dewulf Tom Vanhoudt | 6:2, 6:3 |